# Фаліна
Фа́ліна (рос. Фалина) — присілок у складі Слободо-Туринського району Свердловської області. Входить до складу Слободо-Туринського сільського поселення.
Населення — 173 особи (2010, 215 у 2002).
Національний склад населення станом на 2002 рік: росіяни — 93 %.